# Stefan Vujić
Stefan Vujić, né le 6 juillet 1991 à Rijeka, est un joueur de handball croate, évoluant au poste de demi-centre.
Il joue dans le club roumain du Dinamo Bucarest depuis 2019.
En 2018, il est retenu en équipe nationale de Serbie pour participer au Championnat d'Europe 2018.

## Palmarès

### En clubs
Compétitions internationales
- finaliste de la Coupe de l'EHF (C3) (1) : 2013

Compétitions nationales
- vainqueur du Championnat de Croatie (2) : 2016, 2017
- vainqueur de la Coupe de Croatie (2) : 2016, 2017
- finaliste de la Coupe de la Ligue française (1) : 2013

### En équipe snationales
avec  Croatie
- Médaille d'argent aux Jeux méditerranéens de 2013

avec  Serbie
- 12e place au Championnat d'Europe 2018
- 18e place au Championnat du monde 2019
- 20e place au Championnat d'Europe 2020